# Cameron A. Morrison
Cameron A. Morrison, född 5 oktober 1869 i Richmond County, North Carolina, död 20 augusti 1953 i Montréal, var en amerikansk politiker (demokrat). Han var guvernör i delstaten North Carolina 1921–1925. Han representerade North Carolina i båda kamrarna av USA:s kongress, först i senaten 1930–1932 och sedan i representanthuset 1943–1945.

## Biografi
Morrison studerade juridik och inledde 1892 sin karriär som advokat i Rockingham, North Carolina. Han var 1893 borgmästare i Rockingham och elektor i presidentvalet i USA 1916. Han var under 1890-talet aktiv i de rasistiska paramilitära styrkorna, rödskjortorna. Morrison flyttade sedan till Charlotte, North Carolina och fortsatte att arbeta som advokat där.
Morrison fick stöd från rasistledaren Furnifold McLendel Simmons i guvernörsvalet 1920. Han framträdde som motståndare till kvinnlig rösträtt och försvarade barnarbete. Han vann valet och efterträdde 1921 Thomas Walter Bickett. Morrison var motståndare till undervisningen av evolutionsteorin. Han fick två skolböcker förbjudna på grund av evolutionsfrågan vilket var en av de få framgångarna i 1920-talets nationella rörelse mot darwinismen. Han fick till stånd förbättringar i vägnätet och i mentalvården. Han efterträddes 1925 av Angus W. McLean.
Senator Lee Slater Overman avled 1930 i ämbetet och guvernören i North Carolina O. Max Gardner utnämnde Morrison till USA:s senat. Han efterträddes 1932 som senator av Robert Rice Reynolds.
Morrison tillträdde sedan 1943 som kongressledamot. Han ställde upp i demokraternas primärval inför senatsvalet 1944 men besegrades av Clyde R. Hoey. Morrison efterträddes 1945 som kongressledamot av Joseph Wilson Ervin.
Morrison var presbyterian. Han gravsattes på Elmwood Cemetery i Charlotte.